# ГЕС Ковада 2
ГЕС Ковада 2 (тур. Kovada 2 Barajı) — гідроелектростанція на півдні Туреччини. Знаходячись після ГЕС Ковада 1, становить нижній ступінь каскаду на річці Ковада-Чай, лівій притоці Аксу (античний Кестр), котра впадає до Середземного моря за десяток кілометрів від східної околиці Анталії.
Озерна система Егирдир -  Ковада дренується підземним шляхом через карстові порожнини під оточуючим озеро Ковада із західної сторони хребтом, виходячи з його іншого боку як Ковада-Чай. В 1960-му тут проклали тунель, спрямувавши ресурс на розташований у верхів'ї  зазначеної річки машинний зал ГЕС Ковада 1 (8,4 МВт). Після нього долину Ковади перекриває невелика водозабірна гребля, від якої через правобережний гірський масив прокладений дериваційний тунель довжиною близько 3,5 км. Після запобіжного балансувального резервуара він переходить у напірний водовід довжиною 1,3 км, котрий спускається по схилу гори до наземного машинного залу ГЕС Ковада 2.
Основне обладнання станції, введеної в експлуатацію в 1969-му, становлять дві турбіни типу Пелтон потужністю по 25,6 МВт, які працюють при напорі у 384 метри. За проєктом вони повинні були виробляти 225 млн кВт·год електроенергії на рік. Утім, цей показник сильно залежить від використання води в котловині Егирдиру та наразі рахується лише як 36 млн кВт·год.